# Good Luck, Babe!
"Good Luck, Babe!"는 채플 론의 노래이다.